# Jorge Quinteros
Jorge Roberto Quinteros (San Fernando, Provincia de Buenos Aires, Argentina, 27 de julio de 1974) es un exfutbolista argentino que jugaba como delantero. Quinteros jugó en un buen nivel en muchos equipos, tanto de su país natal como en el exterior, pero destacó principalmente en sus cuatro etapas en Argentinos Juniors, club con el cual debutó y se retiró del fútbol profesional. 

## Trayectoria
Trayectoria: Argentinos Juniors (Argentina), Padova (Italia), RCD Mallorca (España), San Lorenzo (Argentina), Chacarita Juniors (Argentina), Talleres de Córdoba y Universidad Católica (Chile). A comienzos del mes de julio de 2006 anunció su retiro del fútbol para dedicarse a la representación de futbolistas. Sin embargo, finalmente no dejó el fútbol y firmó por Argentinos Juniors donde jugó 6 meses más.
Su último partido oficial lo jugó el 3 de diciembre de 2006 frente a Estudiantes LP, marcando el primer gol del encuentro que finalizó 2-2. Defendió la camiseta de Argentinos en 159 oportunidades, anotando 63 goles.
En Universidad Católica formó un trío ofensivo que con José Luis Villanueva (luego con Eduardo Rubio) y Darío Conca. Además, en su paso por Chile Quinteros ganó con la Católica el Torneo Clausura 2005 y llegó a la semifinal de la Copa Sudamericana marcando 6 goles en la competencia. En total, Quinteros disputó 78 partidos con la camiseta cruzada, anotando la cifra de 42 goles.
En noviembre de 2012 los hinchas de Argentinos Juniors inauguraron un mural en su honor,[cita requerida] en la esquina de su estadio el "Diego Armando Maradona", en Gavilán y Juan A. García. El mural fue realizado por los hinchas y financiado por ellos mismos, en agradecimiento a lo que brindó Quinteros al club.

## Clubes
| Club                 | País      | Año       |
| -------------------- | --------- | --------- |
| Argentinos Juniors   | Argentina | 1993-1997 |
| Padova               | Italia    | 1997-1998 |
| Argentinos Juniors   | Argentina | 1998-1999 |
| RCD Mallorca         | España    | 1999-2000 |
| San Lorenzo          | Argentina | 2000-2001 |
| Chacarita Juniors    | Argentina | 2001-2002 |
| Talleres de Córdoba  | Argentina | 2002-2003 |
| Argentinos Juniors   | Argentina | 2003-2004 |
| Universidad Católica | Chile     | 2004-2006 |
| Argentinos Juniors   | Argentina | 2006      |

## Palmarés

### Campeonatos nacionales
| Título             | Club                 | País      | Año      |
| ------------------ | -------------------- | --------- | -------- |
| Primera B Nacional | Argentinos Juniors   | Argentina | 1996/97  |
| Primera División   | San Lorenzo          | Argentina | 2001 (C) |
| Primera División   | Universidad Católica | Chile     | 2005 (C) |